# Рагоська
Рагоська — река в Тверской области России.
Протекает по территории Весьегонского района. Исток реки находится около деревни Сенцово. Река течёт на северо-восток. Устье реки находится в 7,7 км по левому берегу ручья Потёмка, напротив деревни Борихино. Длина реки составляет 10 км.

## Данные водного реестра
По данным государственного водного реестра России относится к Верхневолжскому бассейновому округу, водохозяйственный участок реки — Рыбинское водохранилище до Рыбинского гидроузла и впадающие в него реки, без рек Молога, Суда и Шексна от истока до Шекснинского гидроузла, речной подбассейн реки — Реки бассейна Рыбинского водохранилища. Речной бассейн реки — (Верхняя) Волга до Куйбышевского водохранилища (без бассейна Оки).
Код объекта в государственном водном реестре — 08010200412110000005047.

## Топографические карты
- Лист карты O-37-50 Любегощи. Масштаб: 1 : 100 000. Состояние местности на 1984 год. Издание 1989 г.
- Лист карты O-37-51. Масштаб: 1 : 100 000. Состояние местности на 1981 год. Издание 1986 г.